# 黄昌元
黄昌元（1950年9月—），男，四川仁寿人，中华人民共和国政治人物，曾于2008年1月20日起任政协新疆维吾尔自治区第十届委员会副主席，是第十二届全国政协委员。